# 제1차 에란 전투
제1차 에란 전투는 서기 498년 인도 아이리카나(에란)에서 벌어진 제1차 후나 전쟁의 주요 교전이었다. 이 전투는 굽타 제국과 알혼족의 침략군 사이에 벌어졌다. 전투에는 부다굽타 황제와 그의 총독들, 그리고 유명한 알혼족 왕인 토라마나가 참여했다. 이 대결은 지역의 정치 및 영토 상황에 중대한 영향을 미쳤다. 이 충돌은 알혼족의 승리로 끝났으며, 이는 지역의 후속 사건들에 영향을 미쳤다.

## 서곡
에프탈의 침략은 후마우리아 시대의 인도-그리스인과 유사한 지리적 궤적을 따랐으며, 나중에 튀르크족에 의해 재현되었다. 인도-그리스인과 튀르크인처럼 훈족은 처음에는 펀자브 지역에서 세력을 강화했다. 스칸다굽타에게 패배한 후, 그들은 페르시아로 다시 초점을 옮겼다. 서기 456년에 야즈데게르드 2세는 그들과의 투쟁을 계속했다. 서기 457년 그의 사망 후, 사산 제국은 페로즈 1세의 통치하에 들어섰으나, 그는 에프탈 왕 아쿤(아흐슈바르)에게 패배하여 조공을 바치게 되었다.
서기 484년, 페로즈 1세는 에프탈에 대한 공세를 시작했지만 패배하여 사망했다. 샤반에 따르면, 중국 역사 기록을 바탕으로 서기 500년경, 훈족 제국은 토카리스탄, 카불리스탄, 자불리스탄을 포함했으며, 간다라와 치트랄만이 "고대 인도"의 유일한 통치 지역이었다. 서기 520년에 간다라를 방문한 중국 여행가 송운은 그 당시 지역의 상태에 대해 더 자세한 정보를 제공했다:
송운, 《중국 여행가》 |text=에 라인 피드 문자가 있음(위치 20) (도움말)
송운의 기록은 자우블라의 세력이 서기 520년 그의 방문 약 두 세대 전에 간다라까지 확장되었음을 시사한다. 간다라 정복을 이끈 훈족 왕의 신원은 여전히 불확실하다. 그러나 동전으로만 알려진 라마닐라 왕이 토라마나에 앞서 훈족의 이 지역 정복에 중요한 역할을 했을 가능성이 있다. 그럼에도 불구하고, 라마닐라가 토라마나와 다른 왕조에 속했다는 가능성을 배제할 수는 없다.[[파일:Toramana portrait and initials Tora.jpg|190px|center|섬네일|

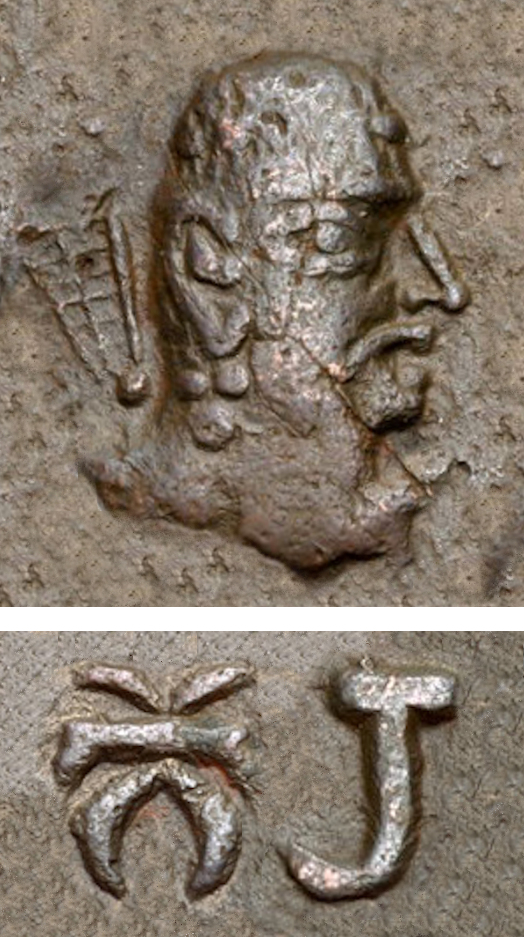
중앙|토라마나의 초상화와 굽타 문자 이니셜 토라, 그의 청동 주화에서.

토라마나는 알혼 왕조의 저명한 통치자로, 펀자브에서 정치적, 문화적 지배력을 성공적으로 확립하여 그의 제국적 야망을 키웠다. 이 시기, 사산 제국은 서기 496년 카와드 1세에 대한 쿠데타로 혼란에 빠져 있었다. 비록 카와드 1세가 서기 498년에 권력을 되찾았지만, 그의 권위는 힌두쿠시산맥 북쪽의 후나족 통치자들에게 크게 의존하고 있었다.

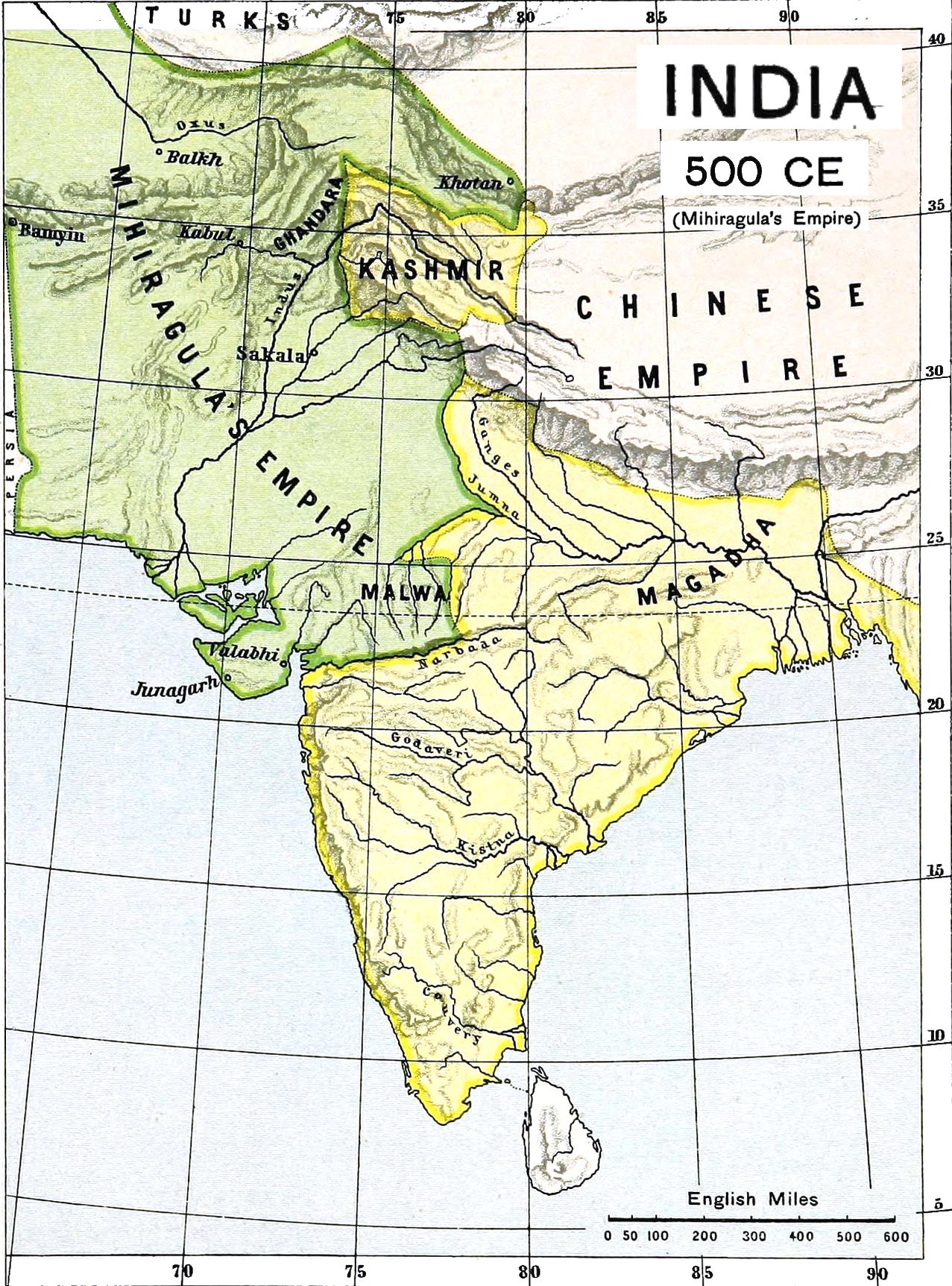

이 기회를 이용하여 토라마나는 펀자브에서 찬드라바가강 기슭의 요새에서 북부 및 서부 인도 침공을 개시했다. 1년 이내에 그는 황제 또는 마하라자디라자 칭호를 얻었다. 이는 에란 멧돼지 비문에 '영광스러운 토라마나, 위대한 명성과 위대한 광채를 지닌 자'로 묘사되어 있다.

## 배경

### 토라마나의 전망

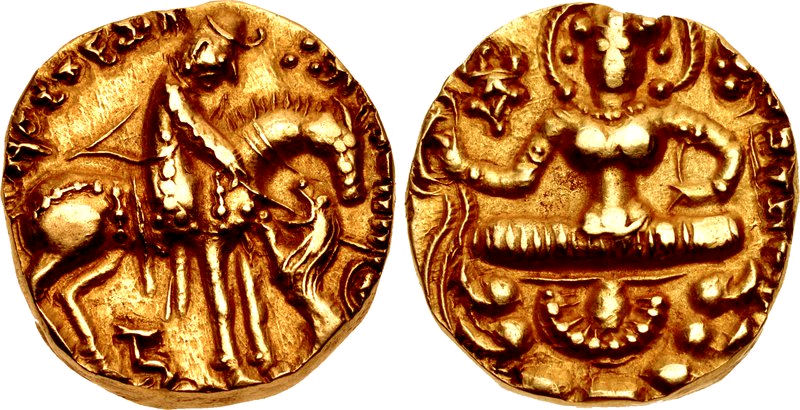
중앙|토라마나의 희귀 금화(기원 490–515년경)로 뒷면에는 락슈미가 새겨져 있으며, 나라심하굽타의 주화와 같은 동시대 굽타 주화에서 영감을 받았다. 앞면의 전설은 "지구의 주인, 토라마나는 지구를 정복하고 천국을 얻는다"라고 읽힌다.

[[파일:Toramana gold coin circa 490-515.jpg|섬네일|255px|
알혼족은 5세기 후반에 인도 아대륙 북서부에서 점차 영향력을 확대했다. 이는 토라마나가 알혼 4두 체제의 지도자로 권력을 잡으면서 최고조에 달했으며, 쿠라 석비에 나타난 바와 같이 자신을 "왕중왕"(라자디라자)으로 선언했다. 세기말까지 알혼족은 인도 사회와 문화에 상당히 통합되었다. 바커에 따르면, 이러한 통합은 토라마나의 영토 확장에 대한 야망을 부추겼을 수 있으며, 이는 종종 후나족에 기인하는 잔혹성(그 증거는 희박하다) 때문이 아니라, 정복을 추구하는 이상적인 통치자의 의무를 강조하는 인도 국가서의 원칙에 의해 인도되었을 수 있다.

### 토라마나의 원정
토라마나는 뛰어난 군사적 기술을 가진 강력하고 카리스마 있는 지도자로 부상했다. 경쟁하는 후나족 파벌들을 종속적인 위치로 강제하고, 펀자브의 체나브강에 파르바티카를 자신의 작전 기지로 전략적으로 설립한 것은 그의 전술적 통찰력을 보여준다. 그의 신속한 군사 작전은 몇 년 안에 북인도와 서인도의 넓은 지역을 정복하는 결과를 낳았고, 서기 510년 고파라자 장례 기념비 건립으로 절정에 달했다.

## 전투
[[파일:Eran archaeological site map, 1880 sketch.jpg|left|섬네일|upright=1.3|

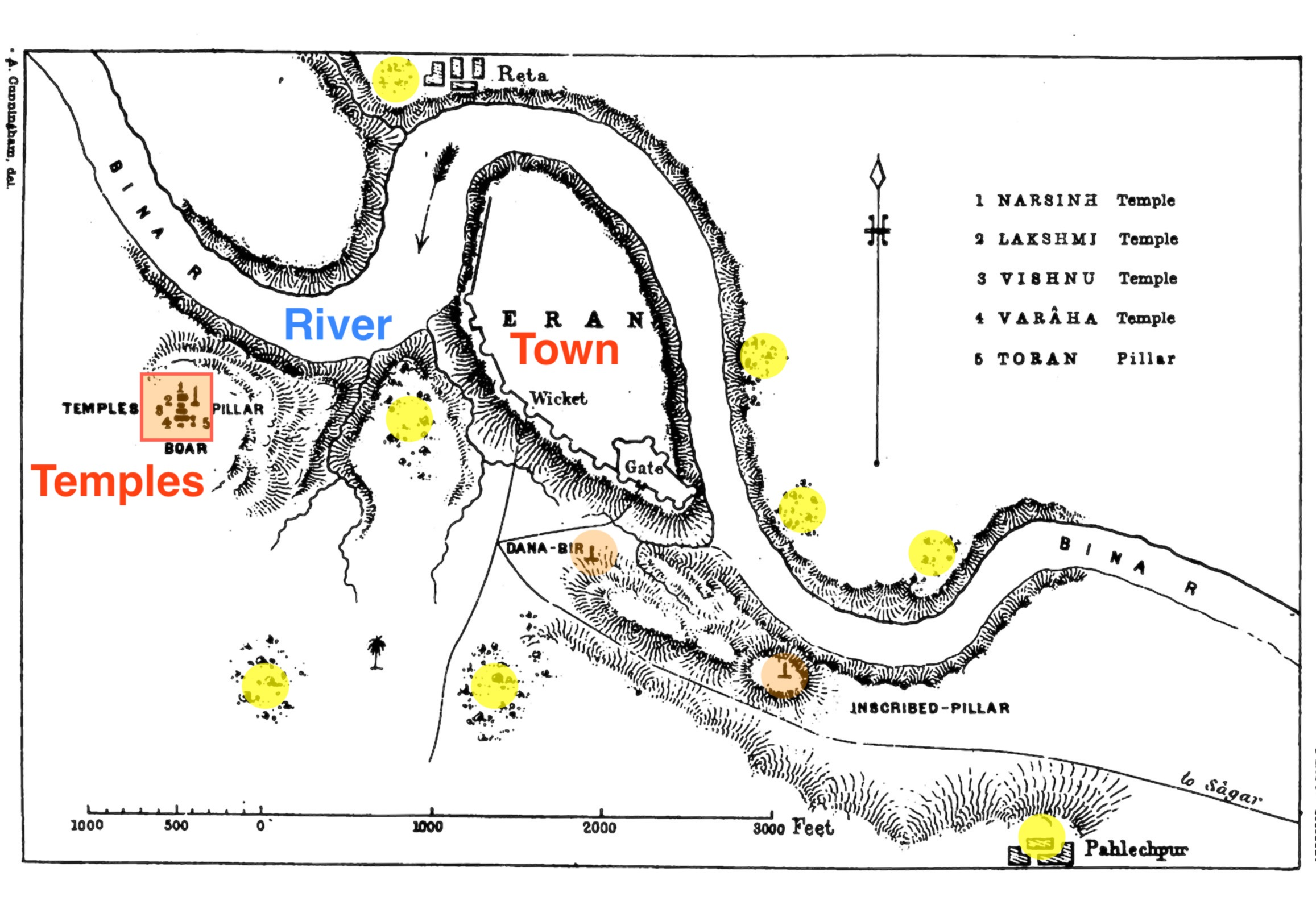
중앙|에란 고고학 유적지 지도, 1880년 스케치

바커가 제1차 후나 전쟁이라고 부르는 이 갈등은 서기 498년경 토라마나가 이끄는 군사 작전으로 시작되었다. 알혼족 왕은 강가-야무나 도압을 침략하여 마투라를 점령하고, 칼피 (칼라프리야나타) 근처에서 야무나강을 건너, 남쪽으로 베트와강 계곡으로 진격하여 굽타 제국의 서부 영토를 공격했다. 서기 484년 굽타 시대 165년 부다굽타의 에란 비문은 이 영토의 굽타 총독인 수라스미찬드라를 언급하는데, 그는 강가강과 나르마다강 사이의 지역을 다스렸다고 주장했다. 수라스미찬드라는 전투에서 부다굽타와 함께 토라마나와 맞섰다.
[[파일:Eran Budhagupta inscription.jpg|250px|섬네일|

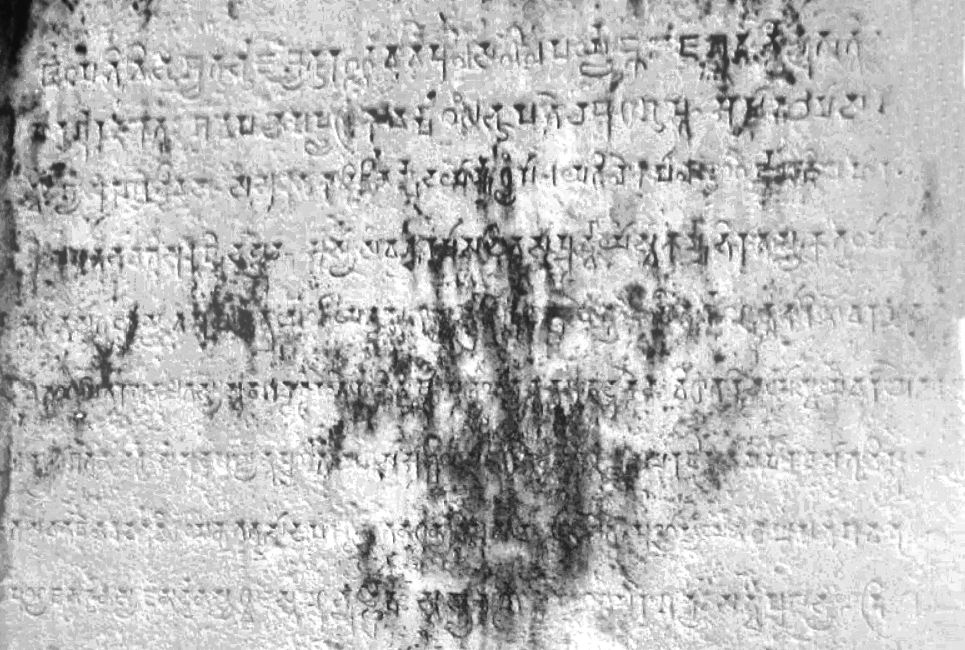
중앙|에란에 있는 부다굽타 기둥 비문.

부다굽타 비문은 서기 484–485년으로 추정된다. 이것은 비슈누파 비문이다. 그것은 굽타 왕국이 칼린디 강에서 나르마다 강까지 뻗어 있었고, 비문은 비슈누의 다른 이름인 자나르다나를 기리는 기둥의 건립을 기념한다고 설명한다.
《H[ūṇa]에 의한 프라[카타디티야]의 즉위》 |text=에 ref stripmarker가 있음(위치 263) (도움말)
[[파일:Eran Budhagupta pillar built circa 476–495 CE.jpg|섬네일|upright=1|left|

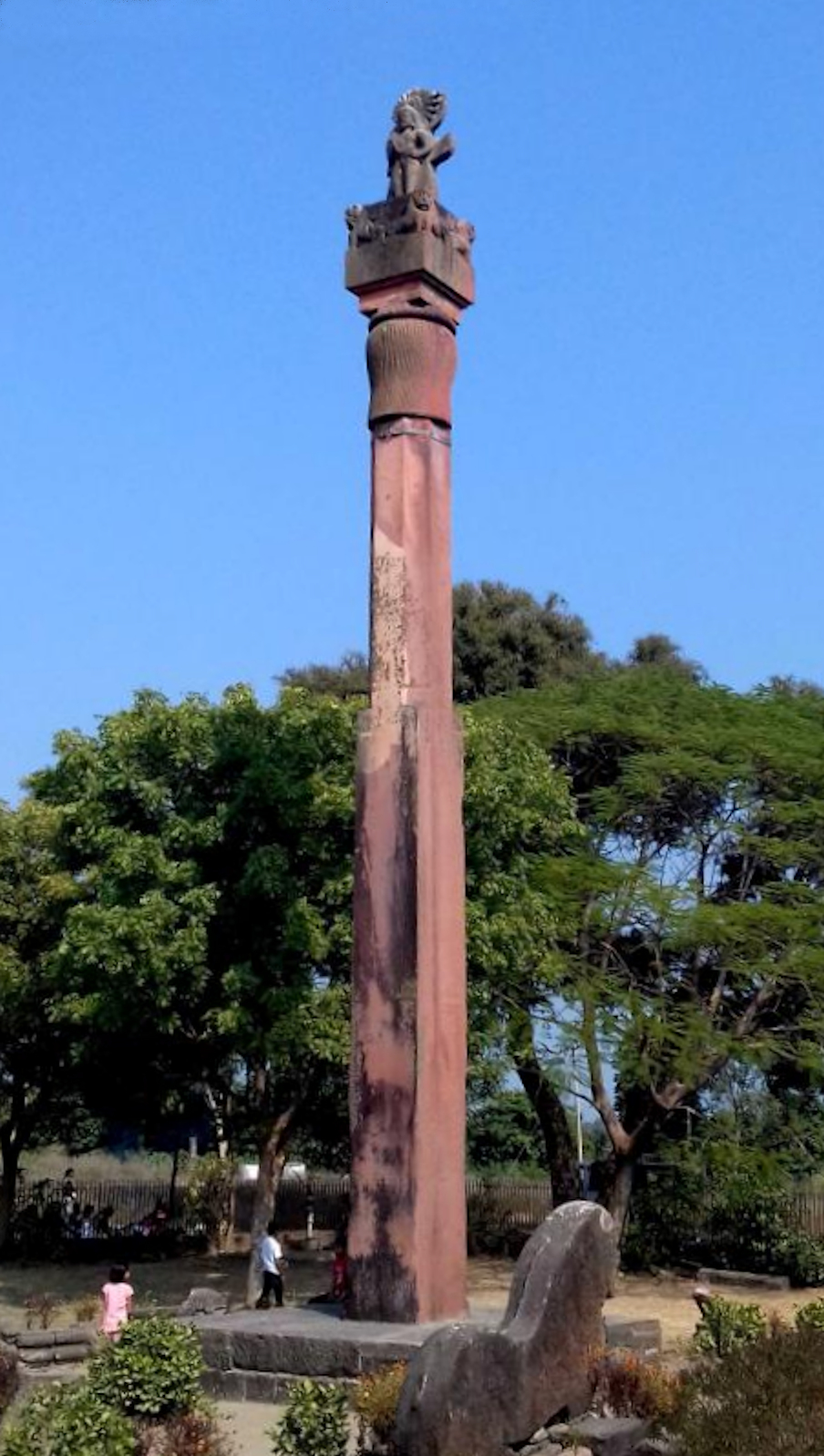
중앙|부다굽타의 에란 기둥 (서기 476–495년경), 비슈누의 다른 이름인 자나르다나를 기리기 위해 세워졌다. 꼭대기에는 가루다의 이중 조각상이 있는데, 손에 뱀을 들고 머리 뒤에는 차크라 바퀴가 있다.

두 세력은 결국 에란, 즉 아이리카나 또는 "상쾌한 들판"으로도 알려진 비옥한 평원에서 충돌했는데, 이곳은 베트와강과 비나강이 구불구불 흐르는 곳이다. 비나강 남쪽 기슭에서 부다굽타는 굽타 제국의 수호신인 비슈누를 위한 종교 단지의 건설을 감독했다. 이 지역에서 두 명의 지역 봉신인 마하라자 마트리비슈누와 그의 남동생 단야비슈누는 쌍둥이 사원을 건설했으며, 이 사원은 13미터 높이의 기둥인 '자나르다나(비슈누/크리슈나)의 기둥'에 의해 보호되었다.
에란에서 발견된 두 비문은 이 시기에 대한 귀중한 통찰력을 제공한다. 첫 번째 비문은 서기 484년으로, 부다굽타 통치 기간 동안 마하라자 마트리비슈누와 그의 남동생 다냐비슈누에 의한 경건한 건축물을 기록하고 있다. 그러나 두 번째 비문은 단야비슈누가 그의 형이 사망한 후, 라자디라자 마하라자 토라마나 사히 자우블라의 통치 첫 해에 사원을 건축했음을 기록하고 있다. 이는 저명한 관리인 단야비슈누가 이 중요한 시기에 굽타 황제를 버리고 알혼족에게 충성을 맹세했음을 시사한다. 이러한 충성심의 변화는 서기 484년 이후, 하지만 한 세대 이내에 발생했을 가능성이 높다.
서기 778년에 작성된 자이나교 작품인 쿠바야말라는 굽타 왕조와 연결된 하리굽타를 토라마나의 스승으로 언급한다. 또한 그의 다른 제자인 데바굽타를 왕족 현인(라자르시)으로 지칭한다. 더욱이, 고대 판찰라 지역의 일부였던 람나가르 지역에서 발견된 구리 동전은 서기 500년경에 활동했던 것으로 추정되는 마하라자 하리굽타라는 통치자의 존재를 시사한다. 굽타 황실의 후예로 추정되는 하리굽타는 북부 판찰라에 정착한 것으로 보인다. 그가 후나족 침략자들과 잠재적으로 동맹을 맺은 이유는 현존하는 역사적 자료로는 완전히 설명되지 않는다.

## 유산
[[파일:Kura inscription of Toramana.jpg|섬네일|center|upright=1.5|

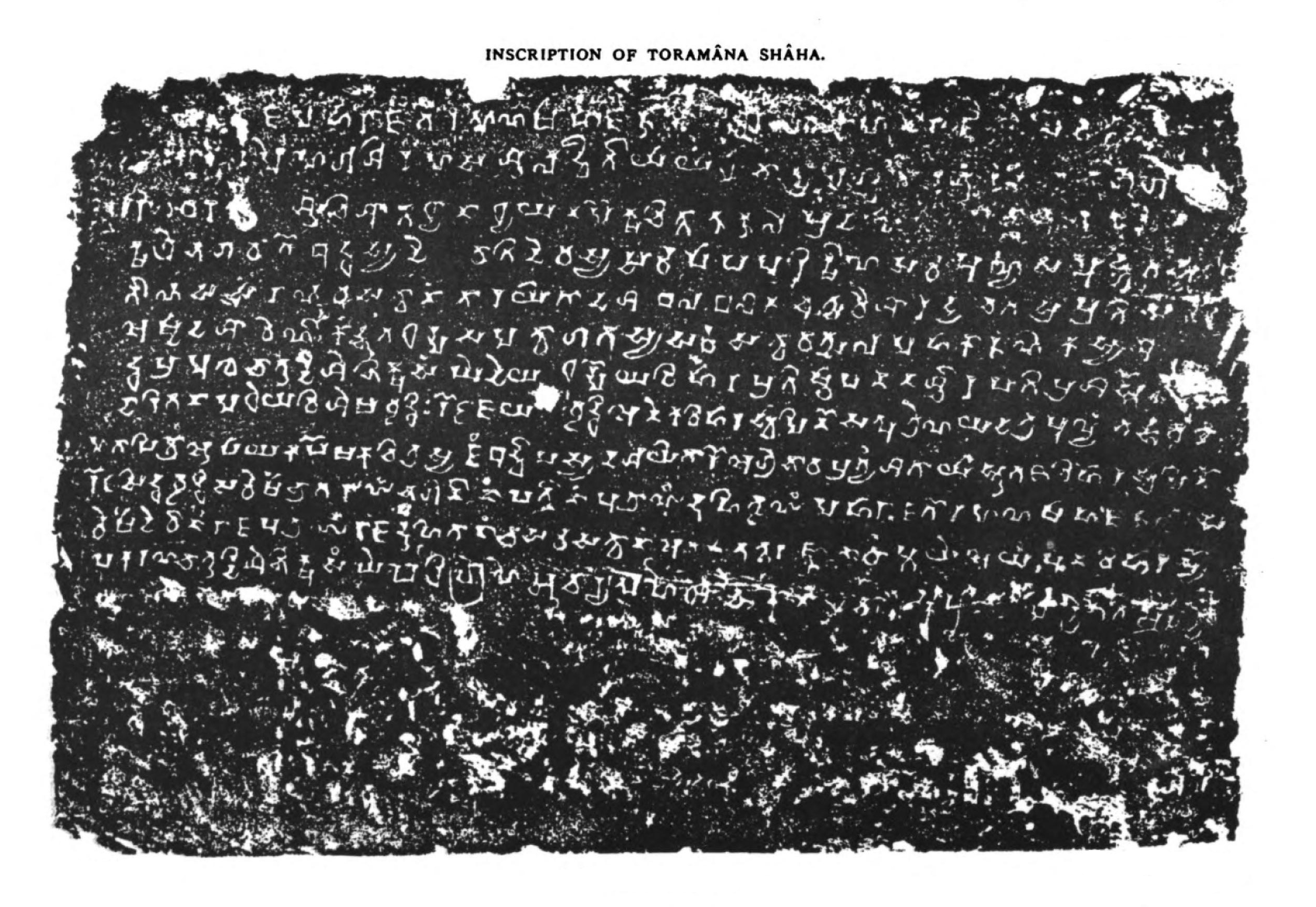
중앙|토라마나의 쿠라 비문. "왕중왕, 위대한 왕 토라마나 사히 자우카의 번성하는 통치기에..." "토라마나" (굽타 문자: 토라마나, 비문 첫 줄에 나타난다.

제국 독수리의 깃발 아래 벌어진 제1차 에란 전투는 상당한 패배로 기록되었다. 그의 원정 초기 단계에서 토라마나는 쿠라 석비에 언급된 이전 칭호 라자디라자를 대신하여 에란 석비에 기록된 바와 같이 마하라자디라자 칭호를 채택했다. 이 격상된 칭호는 전통적으로 굽타 황제들과 관련이 있었으며, 토라마나의 제국 권위 주장을 상징한다.
이러한 사건들 이후, 지역 통치자 다냐비슈누는 토라마나의 통치에 복종할 것인지 아니면 죽음을 택할 것인지 결정해야 했다. 그는 복종을 택했다. 비록 이전 제국의 힘은 약해졌지만, 회복의 감각은 지속되었다. 이러한 회복력은 다냐비슈누가 완성할 수 있었던 3.5미터 높이의 바라하 동상, 즉 비슈누의 멧돼지 화신 표현에 반영되었다.

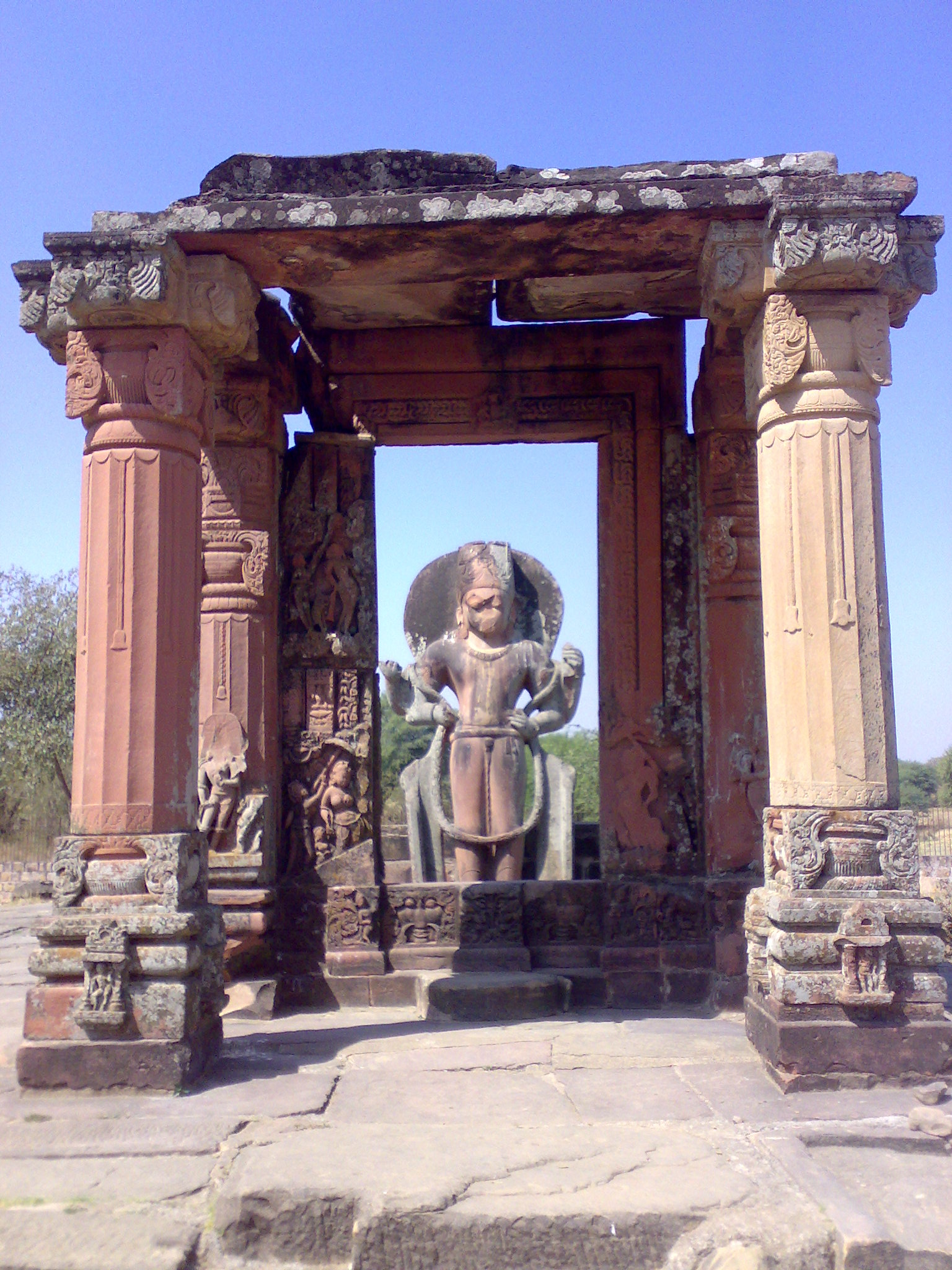

이 기념비는 마하바라타에 따르면 우주적 고난 시기에 지구를 어금니로 들어 올림으로써 구원한 비슈누에 대한 다냐비슈누의 헌신을 반영한다. 비슈누파에 호의적인 태도를 보인 토라마나는 이 동상의 상징이 그 당시 상황의 중요성과 일치한다고 보았을 수 있다.

## 여파

### 토라마나의 노력
토라마나의 행동은 그의 목표가 단순히 굽타 제국을 해체하는 것이 아니라 자신의 지배하에 두는 것이었음을 시사한다. 서부 영토에 대한 통제를 확고히 한 후, 알혼족 왕은 제국의 핵심으로 진격했다. 고고학적 증거는 이 원정에 대한 중요한 통찰력을 제공한다. 고대 도시 카우샴비의 발굴은 최종 점령 단계에서 광범위한 파괴를 드러내며, 이는 상당한 공격을 나타낸다. 발견물 중에는 고시타라마 수도원에서 "To Ra Ma Na"라는 글자가 새겨진 인장 흔적이 있었는데, 이는 파괴가 토라마나와 관련이 있을 가능성을 시사한다. 이 증거는 또한 카우샴비가 이 사건으로부터 완전히 회복되지 못했음을 시사한다.

### 아라비아해 접근

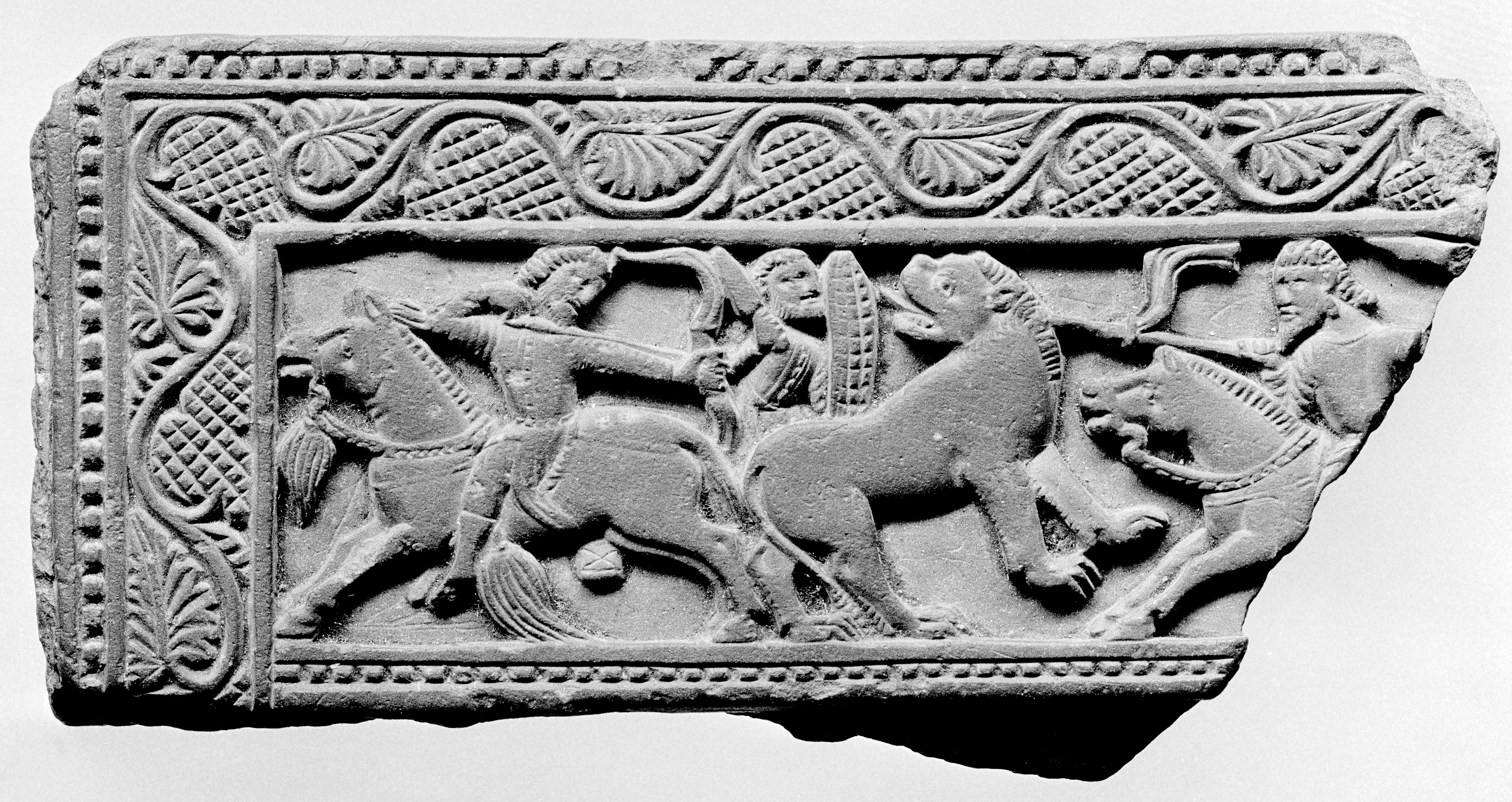

토라마나의 주화 및 비문 기록은 그의 인도 문화에 대한 존중을 보여주며, 이는 라자스탄주와 구자라트주에서의 군사 작전에도 반영된다. 마투라에서 아라비아해로 이어지는 서부 무역로를 장악하기 위해 토라마나는 재위 2년 또는 3년차에 원정을 시작하여 마디야미카(나가리)와 다사푸라(만다소르)를 거쳐 캄바트만(바루치)의 바루카차(현대 바루치)로 진격했다. 이 경로를 따라 바드라팔리가 있었는데, 세 개의 구리판에 언급된 중요한 무역 중심지로, 이 판들이 발견된 현대의 북구자라트의 산젤리 마을과 일치할 가능성이 높다.

### 산젤리 구리판

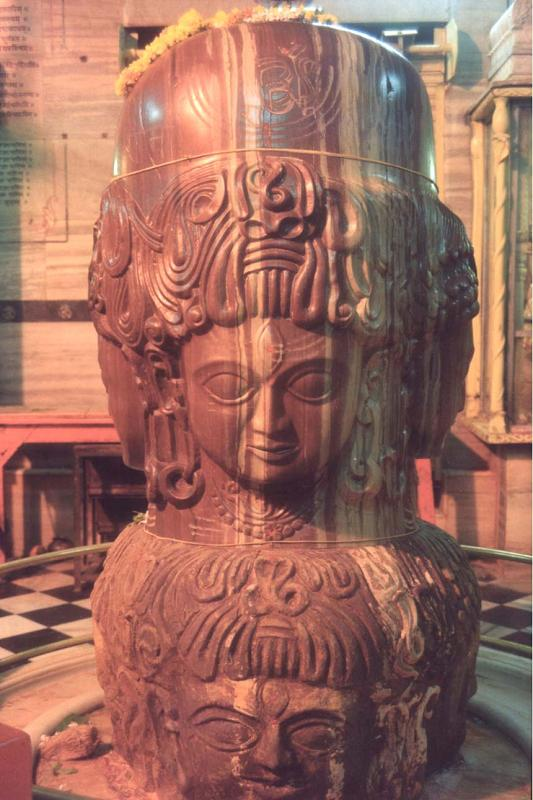

낮고 바위투성이의 산으로 둘러싸여 자연 방어선을 형성한 산젤리의 독특한 지리적 특징은 해안으로 여행하는 대상들에게 이상적인 전략적 요충지였다. 토라마나는 조직적인 능력을 발휘하여 펀자브 고향에서 약 1,000킬로미터 남쪽에 위치한 시바바가푸라 지역의 총독으로 부타를 임명했다. 첫 번째 산젤리 동판에는 다음과 같이 기록되어 있다.
"최고 군주 마하라자디라자의 통치 3년, 영광스러운 토라마나의 은혜로 시바바가푸라는 마하라자 부타가 지역 총독으로 통치한다."— 첫 번째 산젤리 구리판

### 주요 경로

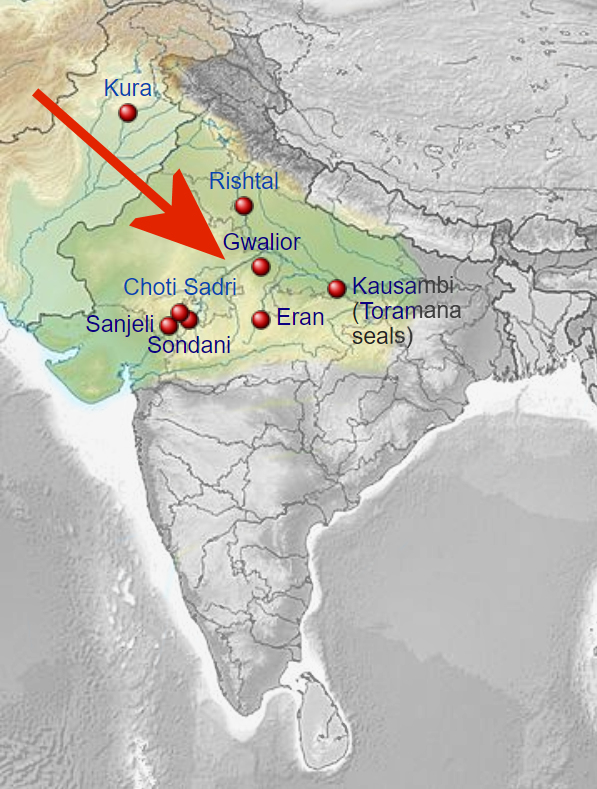

토라마나가 라자스탄주와 구자라트주를 거친 경로는 그의 이전 침략에서 택했던 동부 베트와강 계곡 경로를 우회하여 마투라에서 캄바트만으로 이어지는 고대 대상로를 따른 것으로 보인다. 이는 산젤리 구리판이 발견된 위치(시바바가푸라 지역의 한 도시였을 수 있음)와 이 무역로로 연결된 지역 출신의 상인 목록이 세금 협정에 포함된 사실로 뒷받침된다. 에란 전투로부터 3년 이내에 토라마나는 서인도의 주요 무역로를 장악하여, 그의 에프탈 동맹국이 통제하던 중앙아시아 무역망과 인도의 상업 인프라 및 아라비아해의 주요 항구를 효과적으로 연결했다. 그의 권력은 흔히 시사되는 약탈에서 온 것이 아니라, 이 광범위한 초국가적 무역망에 대한 통제에서 비롯되었다.

## 같이 보기
- 제2차 에란 전투
- 스칸다굽타
- 손다니 전투
- 키다라 1세
- 에프탈

## 참고 문헌
- Goyal, S. R. (1967). 《Ahistory of the Imperial Guptas.With a Foreword by R. C. Majumdar》 (영어).
- Balogh, Dániel (2020년 3월 12일). 《Hunnic Peoples in Central and South Asia: Sources for their Origin and History》 (영어). Barkhuis. ISBN 978-94-93194-01-4.
- Bajpai, K. D. (2004). 《Indian Numismatic Studies》 (영어). Abhinav Publications. ISBN 978-81-7017-035-8.
- Burgess, Jas (1892). 《Epigraphia Indica Vol.1》.
- Fleet, John F. (1960). 《Inscriptions Of The Early Gupta Kings And Their Successors》. Inscriptionum Indicarum III 3 Revis판. Varanasi, India: Indological Book House.
- Bakker, Hans (2015년 6월 29일). 《The World of the Skandapurāṇa》 (영어). BRILL. ISBN 978-90-04-27714-4.
- Schwartzberg, Joseph E. (1978). 《A Historical atlas of South Asia》. Chicago: University of Chicago Press. ISBN 026742210 |isbn= 값 확인 필요: length (도움말).

## 더 읽어보기
- Kim, Hyun Jin (2015년 11월 19일). 《The Huns》 (영어). Routledge. ISBN 978-1-317-34091-1.